# Józef Jagielski (nauczyciel)
Józef Jagielski (ur. 22 lutego 1890 w Wieliczce, zm. 3 października 1951 tamże) – nauczyciel, działacz społeczny, burmistrz Wieliczki w latach 1934–1939, zesłaniec, organizator szkoły w obozie polskich uchodźców w Tengeru w Afryce Wschodniej.

## Życiorys
Józef Jagielski ukończył w 1909 roku Seminarium Nauczycielskie Męskie w Krakowie i rozpoczął pracę jako nauczyciel. Podczas I wojny światowej był żołnierzem armii austriackiej. W 1917 roku ożenił się ze Stanisławą Porębską (1889–1964), również nauczycielką. W dokumentach archiwalnych szkoły w Rozdzielu można znaleźć informację, że Stanisława od roku 1918 uczyła w tej placówce, a rok później została jej kierowniczką. Od roku szkolnego 1919/20 pracował tam również Józef Jagielski. W Rozdzielu urodził się ich syn Stanisław. Praca Jagielskich w tej wsi trwała krótko, bo w roku 1920 Józef powrócił do Wieliczki. Otrzymał posadę nauczyciela w Powszechnej Szkole Męskiej im. Jana Kantego (obecnie Szkoła Podstawowa nr 2). W latach 1929–1934 pełnił funkcję kierownika tej szkoły. Uczył także w Prywatnym Seminarium Żeńskim. Był prezesem miejscowego ogniska Związku Nauczycielstwa Polskiego.
W 1934 roku został wybrany do rady miejskiej, która jednogłośnie wybrała go burmistrzem Wieliczki. Pełnił tę funkcję do wybuchu II wojny światowej. W 1935 roku, podczas strajku górników w kopalni soli pośredniczył w rozmowach pomiędzy zarządem kopalni a strajkującymi. We wrześniu 1939 roku został ewakuowany do Lwowa. Po zajęciu miasta przez wojska radzieckie odmówił przyjęcia obywatelstwa ZSRR. W 1940 roku został zesłany wraz z żoną i trójką dzieci na Ural. Pracował między innymi przy wyrębie lasów. Na mocy układu Sikorski-Majski został zwolniony i przedostał się do miejsca formowania 5 Dywizji Piechoty. Ewakuowany wraz z nią do Iranu, przez Indie trafił do Afryki Wschodniej. Osadzony z rodziną w obozie uchodźców w Tengeru, zorganizował tam polską szkołę, pełniąc także funkcję inspektora szkolnego dla innych obozów uchodźców w Afryce.
Po likwidacji polskiego osiedla w 1947 roku zdecydował się na powrót do kraju. 
Został pochowany na miejscowym Cmentarzu Komunalnym w Wieliczce (sektor X-1-22).

## Ordery i odznaczenia
- Srebrny Krzyż Zasługi (11 listopada 1936)[3]